# Chihangu
Chihangu è una circoscrizione rurale (rural ward) della Tanzania situata nel distretto di Newala, regione di Mtwara. Conta una popolazione di 5 774 abitanti (censimento 2012).